# 肖嘉芮萱
肖嘉芮萱（2002年6月4日—），辽宁沈阳人，中国女子射击运动员。

## 战绩
在2020年夏季奥林匹克运动会的女子25米手枪项目上，肖嘉芮萱以29中获得一枚铜牌。赛后她表示这“比自己的目标差一点”。